# Пішкарі
Пішкарі (рум. Pișcari) — село у повіті Сату-Маре в Румунії. Входить до складу комуни Теребешть.
Село розташоване на відстані 441 км на північний захід від Бухареста, 19 км на південний захід від Сату-Маре, 117 км на північний захід від Клуж-Напоки.

## Населення
За даними перепису населення 2002 року у селі проживали 466 осіб. Рідною мовою 460 осіб (98,7%) назвали румунську.
Національний склад населення села:
| Національність | Кількість осіб | Відсоток |
| -------------- | -------------- | -------- |
| румуни         | 338            | 72,5%    |
| цигани         | 126            | 27,0%    |